# Dou Di Zhu

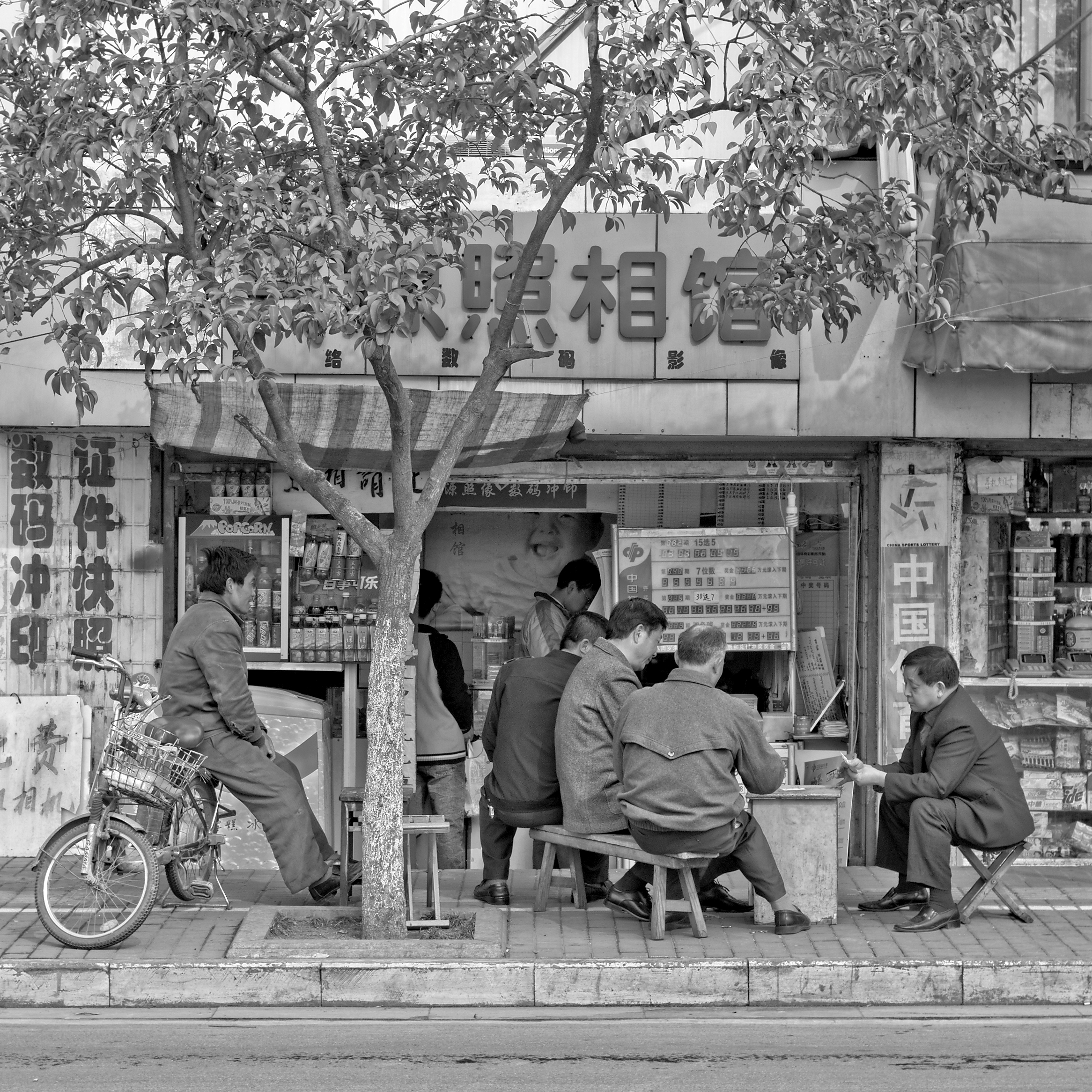
Giocatori di Dou Di Zhu intenti a giocare sulla strada.

Dou Di Zhu (cinese semplificato: 斗地主; Cinese tradizionale: 鬥地主; pinyin: Dòu Dìzhǔ); letteralmente "combatti il boss", è un gioco di carte noto anche il nome di bridge cinese. È uno dei giochi di carte più popolari in Cina e diffuso anche sul web.
Si gioca in tre persone con un mazzo di carte francesi da 54, inclusi quindi i due Jolly.
Il gioco si compone di due fasi: una fase di scommessa  simile alla fase del contratto del bridge per stabilire i punti partita in palio, e una fase di gioco vera e propria.
I semi delle carte non hanno alcun ruolo e possono essere completamente ignorati durante tutte le fasi del gioco.

## Scopo del gioco
Scopo del gioco è terminare prima degli avversari le proprie carte, buttandole a tavola secondo le combinazioni ammesse. Il vincitore, o i vincitori avranno un punteggio positivo, mentre chi perde avrà un punteggio negativo.

## Preparazione
Tale fase serve per decidere chi sarà il primo a effettuare la scommessa.
Si mette una carta capovolta (ossia girata a faccia in su) in mezzo al mazzo. 
Il giocatore che prenderà la carta scoperta durante la successiva distribuzione delle carte è quello che inizierà a scommettere.

### Distribuzione carte
Dopo aver mescolato e aver messo una carta capovolta nel mazzo, ogni giocatore prende una carta senza farla vedere agli altri. Fanno lo stesso gli altri giocatori procedendo in senso orario finché ognuno ha in mano 17 carte. Queste sono le carte con cui si giocherà la partita. 
Chi prende la carta scoperta sarà il primo ad iniziare la fase delle scommesse.
Le rimanenti tre carte sono poste coperte sul tavolo, e in seguito apparterranno a chi diventa il BOSS.

## Fase di Scommessa
In tale fase si decidono i punti che si vinceranno (o perderanno) a fine partita e si determina chi è il Boss (cinese semplificato: 地主; cinese tradizionale: 地主; pinyin: Dìzhǔ; letteralmente "Proprietario Delle Terre") e chi sono i due avversari Servitori (Cinese semplificato: 农民; Cinese tradizionale: 農民; Pinyin: Nóngmín; letteralmente "Contadini") che giocheranno insieme contro il Boss.
Esistono tre livelli di scommessa: 
- Il livello 1 è quello più basso,
- Il livello 2 è il livello intermedio,
- Il livello 3 è quello più alto, chi scommette TRE diventa automaticamente il BOSS.

Inizia la fase di scommessa il giocatore che ha preso la carta scoperta durante la distribuzione. Tale giocatore può scommettere 1, 2, 3 oppure può passare.
Il giocatore alla sua sinistra (si segue il senso orario) può alzare la posta e scommettere ad esempio DUE o TRE se il giocatore precedente ha scommesso UNO, oppure scommettere TRE se il giocatore precedente ha scommesso DUE, oppure può decidere di passare. 
Se il giocatore precedente, ossia il primo a scommettere ha detto passo, allora l'avversario può scommettere UNO, DUE, o TRE, oppure può passare.
La parola passa poi al terzo giocatore qualora ancora nessuno abbia scommesso TRE e si procede in modo analogo al precedente alzando la posta in gioco.
La fase di scommessa termina quando si verifica una delle seguenti situazioni:
- Uno dei giocatori ha scommesso TRE. Gli altri giocatori non possono alzare la posta in gioco, ed egli diviene automaticamente il BOSS.  
- Un giocatore ha scommesso meno di TRE e gli altri due giocatori sono passati. Il giocatore che ha scommesso per ultimo diventa il BOSS.
- Tutti e tre i giocatori non hanno scommesso nulla al primo giro di scommesse e sono passati. In tale caso si procede al rimescolamento delle carte e ad una nuova distribuzione delle stesse senza attribuire punti.
Al termine della fase di scommessa, se non ci sono stati tre passo, uno dei giocatori è il BOSS, mentre gli altri due giocatori giocheranno insieme per cercare di terminare le carte prima del BOSS. 
Il BOSS ha diritto a scoprire le tre carte sul tavolo, che dovranno essere prima viste dagli altri e poi a prenderle come carte personali, includendole nelle 17 che ha in mano.
Il BOSS gioca da solo durante la partita e contro gli altri due giocatori che saranno gli avversari.

## Fase di Gioco
Il giocatore che è diventato il BOSS inizia per primo a giocare. Può buttare una delle combinazioni ammesse, oppure può passare. Le carte buttate scoperte rimangono sul tavolo e non sono più utilizzate. Vengono tolte alla fine di ogni mano.
L'avversario, che gioca insieme al terzo giocatore in quanto ne divide i punti in caso di vittoria, deve cercare di battere la combinazione giocata dal BOSS, oppure può passare. 
Per battere una combinazione bisogna giocare la stessa combinazione dell'avversario ma con valore più alto.
Un giocatore non è obbligato a rispondere se ha una combinazione più forte dell'avversario, ma può passare in qualsiasi momento e può anche rientrare a giocare dopo aver passato.
Quando viene giocata una combinazione e gli altri due giocatori passano, il giocatore che ha giocato tale combinazione inizia la mano successiva scoprendo una qualsiasi delle combinazioni ammesse.

### Ordine delle carte
Dalla carta con valore più alto (Jolly rosso), alla carta con valore più basso (Tre).
Jolly rosso, Jolly nero, 2, A, K, Q, J, 10, 9, 8, 7, 6, 5, 4, 3.
Ricordiamo che i semi non hanno alcun valore.

### Le Combinazioni
Una combinazione di valore più forte batte la stessa combinazione di valore più debole. È possibile battere una combinazione SOLO con una stessa combinazione di valore più alto. Non esiste infatti una graduatoria dei tipi di combinazione.
Unica eccezione a questa regola avviene se si è in possesso della BOMBA o del MISSILE. Solo tali due combinazioni possono battere tutte le altre.
Esempio: il BOSS gioca la combinazione tris: 444. Il giocatore successivo può giocare un tris di valore più alto, ad esempio 999, oppure la BOMBA o il RAZZO, altrimenti deve passare.
Di seguito sono elencate tutte le combinazioni ammesse:
- Singola carta. Una singola carta ha valore da TRE (carta più bassa) fino al Jolly rosso (carta più alta).
- Coppia: due carte dello stesso valore, dal 3 (bassa) fino al 2 (alta).
- Tris 3 carte di uguale valore, dal 3 fino al 2.
- Tris con una carta aggiunta – un tris con una singola carta aggiunta, per esempio 6-6-6-8. Il valore della combinazione è quello del tris – ad esempio 9-9-9-3 batte 8-8-8-A.
- Tris con una coppia – un tris con una coppia in aggiunta, come il full nel poker, il valore è determinato dal tris, ad esempio la combinazione Q-Q-Q-6-6 batte la combinazione 10-10-10-K-K.
- Scala – almeno cinque carte in scala, dal 3  fino all'asso – per esempio 8-9-10-J-Q. I DUE e I JOLLY non possono essere usati. Il valore della scala è il valore della carta più alta, per battere tale combinazione occorre una scala costituita dallo stesso numero di carte ma che termini con una carta di valore più alto, ad esempio la combinazione 7-8-9-10-J viene battuta dalla combinazione 8-9-10-J-Q.
- Scala di coppie almeno tre coppie di valore contiguo, dal 3 all'asso. I DUE e I Jolly non possono essere utilizzati. Per esempio 10-10-J-J-Q-Q-K-K. Come per la scala il valore è rappresentato dalla coppia più alta. Ad esempio la combinazione 8-8-9-9-10-10 viene battuta dalla combinazione 9-9-10-10-J-J.
- Scala di tris – Almeno due tris di valore consecutive, dal 3 all'asso. Per esempio: 4-4-4-5-5-5. Non si possono utilizzare due e Jolly.
- Scala di tris con carte singole aggiunte – Una carta extra viene aggiunta ad ogni tris. Per esempio: 7-7-7-8-8-8-3-6. Le carte aggiunta devono essere differenti dai tris e devono essere diverse tra loro. Sebbene tris di due non possono essere utilizzati, un due e un Jolly, oppure uno di essi può essere aggiunto. Non è possibile tuttavia mettere come carte aggiunte entrambi i Jolly.
- Scala di tris con coppie aggiunte – Una coppia extra viene aggiunta per ogni tris. Solo I tris devono essere in sequenza – per esempio: 8-8-8-9-9-9-4-4-J-J. Le coppie aggiunte devono essere di diverso valore tra loro e da tutti i tris. Sebbene non si possono utilizzare tris di due, una coppia di due può essere aggiunta. Da notare che non è possibile attaccare una coppie e una carta singola, ad esempio la combinazione: 3-3-3-4-4-4-6-7-7 non è valida.
- BOMBA – Quattro carte dello stesso valore. Una bomba può battere tutte le combinazioni eccetto il missile. Una bomba di valore più alto può batterne una di valore più basso.
- RAZZO – La coppia di Jolly. È la combinazione più alta e batte tutte le altre compresa la bomba.
- Combinazioni con quattro carte dello stesso valore. È possibile avere due varianti: quattro carte dello stesso valore con due carte singole aggiunte di differente valore, ad  esempio 6-6-6-6-8-9; oppure: quattro carte dello stesso valore con due coppie aggiunte di valore differente, ad esempio: J-J-J-J-9-9-Q-Q. I due e i Jolly possono essere utilizzati ma non è possibile utilizzare due Jolly in una combinazione. Le combinazioni con quattro carte uguali hanno il valore della carta ripetuta quattro volte. Una combinazione con quattro carte di uguale valore può battere solo una combinazione di valore più basso dello stesso tipo. Una combinazione con quattro carte uguali viene battuta da una BOMBA anche se costituita da carte di valore più basso rispetto alla combinazione.

## Termine della partita
La partita termina quando uno dei giocatori termina le carte che ha in mano. Egli è il vincitore della partita e prenderà un punteggio positivo.

## Punteggio
Il punteggio da assegnare ai giocatori al termine della partita può essere positivo o negativo a seconda della vittoria o della sconfitta.
Il punteggio base della partita è quello stabilito nella fase di scommessa, può essere quindi 1, 2, oppure 3.
Se a vincere è il BOSS, egli riceverà punteggio positivo uguale al doppio di quello base stabilito nella fase di scommessa, se si è scommesso 1 il punteggio finale sarà +2, se la scommessa era 3 avrà punteggio +6.
Gli altri due giocatori che hanno perso dovranno invece pagare al BOSS ognuno il punteggio scommesso all'inizio. Ad esempio se si è scommesso 1, i due giocatori perdenti avranno punteggio negativo -1 ciascuno, se la scommessa era invece DUE riceveranno ciascuno punteggio -2 e così via.
Se a vincere è uno dei due giocatori che non sono il BOSS, allora il punteggio che riceveranno entrambi è uguale al punteggio della scommessa. Ad esempio +2 ciascuno se la scommessa era di DUE.
Il BOSS dovrà invece pagare i due avversari, con un totale negativo uguale al doppio della scommessa, ad esempio – 6 se la scommessa era TRE.

### Raddoppio del punteggio
- Ogni volta che uno qualsiasi dei giocatori gioca una BOMBA o un RAZZO il punteggio base raddoppia.

Esempio
Nella partita sono state giocate due bombe e un razzo e la scommessa iniziale era TRE. 
I punti partita sono: 
3 x 2(raddoppio prima bomba) x 2(raddoppio seconda bomba) x2 (raddoppio del razzo) = 24. 
Se vince il BOSS riceve punteggio +24 x 2= +48, mentre gli avversari sconfitti avranno punteggio negativo -24 ciascuno. Situazione analoga ma con segni invertiti se a vincere è uno dei due giocatori avversari del BOSS.
- Se il BOSS riesce a vincere facendo rimanere gli avversari con tutte le carte in mano si ha un ulteriore raddoppio del punteggio base.

### Continuazione del gioco dopo la prima mano
Dopo la prima mano, inizierà a scommettere per primo il giocatore che nella mano precedente era il BOSS.